# Sven Törner
Sven Törner, född 1620 i Östergötland, död 8 september 1694, var en svensk rådman och riksdagsman.

## Biografi
Sven Törner föddes 1620 i Östergötland. Han var son till Daniel Törnesson. Törner blev 1635 student vid Uppsala universitet och senare sekreterare hos greve Clas Tott. Han fick rekommendation till första lediga rådmanstjänsten i Stockholm 8 april 1654. Törner var riksdagsman vid riksdagen 1672 och riksdagen 1675. Han avled 1694 och begravdes 4 november samma år.

### Familj
Törner gifte sig 24 augusti 1660 i Nikolai församling i Stockholm med Kerstin Mårtensdotter (död 1666). De fick tillsammans kyrkoherden Christiern Törner (född 1661) i Nora stadsförsamling, rådmannen Daniel Törner (1663–1706) i Stockholm och Catharina Törner (född 1664). Törner gifte sig andra gången 1667.